# Stafford (Ohio)
Stafford – wieś w Stanach Zjednoczonych, w stanie Ohio, w hrabstwie Monroe.